# Hôtel Ritz Paris
Ritz Paris är ett hotell, beläget vid Place Vendôme i centrala Paris, i stadens första arrondissement. Hotellet med 142 rum är rankat som ett av de lyxigaste i världen och är med i guiden The Leading Hotels of the World. Hotellet hade en nyöppning den 6 juni 2016 efter att ha renoverats i nära fyra år.

## Bakgrund
Hotellet grundades 1898 av César Ritz, i samarbete med den franske kocken Auguste Escoffier. Det var bland de första hotellen i Europa att tillhandahålla badrum, telefon och el i varje rum.
Under andra världskriget användes hotellet av den Nazityska ockupationsmakten som lokalt högkvarter för Luftwaffe. 
Efter att Ritz son dött 1976, sålde de resterade familjemedlemmarna hotellet till den egyptiske affärsmannen Mohamed Al-Fayed 1979. 
Den 31 augusti 1997 åt Prinessan Diana av Wales middag i hotellets Imperial Suite; strax därefter omkom hon i en bilolycka vid Pont de l'Alma.